# マーレイ・マッカリー
マーレイ・ステュアート・マッカリー（Murray Stuart McCully、1953年2月19日 - ）は、ニュージーランドの政治家。

## 人物
ファンガレイ生まれ。オークランド大学とヴィクトリア大学ウェリントンを卒業。弁護士資格を持ち、政治家になるまで弁護士として活動、PR会社を経営する。妻は政治ジャーナリストで『ニュージーランド・リスナー』誌のコラムニストを務める。
ニュージーランド国民党に所属し、1987年の議会総選挙にイースト・コースト・ベイズ地区より出馬し初当選。以後、8期連続当選（途中、選挙区をアルバニーへ移動後、第47回総選挙でふたたびイースト・コースト・ベイズへ戻る）。閣僚として税関大臣、住宅担当大臣、観光大臣、移民担当大臣を歴任。政策通の保守派論客として知られる。2008年11月に外務大臣（第27代）に就任。また、スポーツ/レクリエーション大臣、2011年ラグビー・ワールドカップ担当大臣を兼務した。
2017年9月の総選挙に出馬せず、政界から引退した。